# Kadra Yusuf
Kadra Yosuf, även känd som Kadra Noor eller Kadra Norwegian, född 16 juni 1980, är en norsk aktivist av somalisk ursprung. 
År 2000 undersökte hon kvinnlig könsstympning bland somalier i Norge. Hon använde sig av täckmantel för att avslöja stöd från imamer i Norge för övergreppen. För sitt arbete fick hon Fritt Ord:s hederspris, men har sedan dess bott på hemlig adress. 
I april 2007 uppmanade hon att tolka Koranen på nytt när det gäller muslimska kvinnors rättigheter och egenmakt. Flera dagar senare attackerades hon av en grupp somaliska invandrare, både manliga och kvinnliga, som ropade åt henne att hon trampar på Koranen.